# Hella S. Haasse
Hella S. Haasse, egentligen Hélène Serafia van Lelyveld-Haasse, född 2 februari 1918 i Batavia (nuvarande Jakarta), död 29 september 2011 i Amsterdam, var en nederländsk författare.
Haasse levde på Java till 1938 innan hon flyttade till Amsterdam där hon studerade skandinaviska språk och skandinavisk litteratur. Senare studerade hon även skådespeleri. 

## Författarkarriär
Hella Haasses dotter Chrisje dog 1947 och Hella begravde sig i arbetet med "Het woud der verwachting" ("I den långa väntans skog"). Samma år i december föddes hennes andra dotter Ellen och följande år kom Haasse ut med den korta romanen "Oeroeg"."Het woud der verwachting" blev klar 1949 och var därmed Haasses första stora verk. Ett år senare, 1951, följde "De verborgen bron". Samma år föddes dottern Marijn. 1952 gav hon ut "De scharlaken stad" (Purpurstaden). Haasses första självbiografiska verk kom 1954: "Zelfportret als legkaart. Även senare gav hon ut böcker med självbiografiska inslag : "Perssonbewijs" (1967), "Een handvol achtergrond.Parang Sawat" (1993), "Zwanen schieten"(1997), och samlingsverket "Het dieptelood van herinnering"(2003). Haasse skrev flera historiska romaner och 1966 kom "Een nieuwer testament". Haasse som dessutom var intresserad av andra kulturer och andra författare skrev många essäer, bland annat om Vestdijk, Hermans, Belle van Zuylen och Multatuli.